# Goose Lake (Anchorage)
Der Goose Lake ist ein See im Borough Anchorage Süden des US-Bundesstaats Alaska.

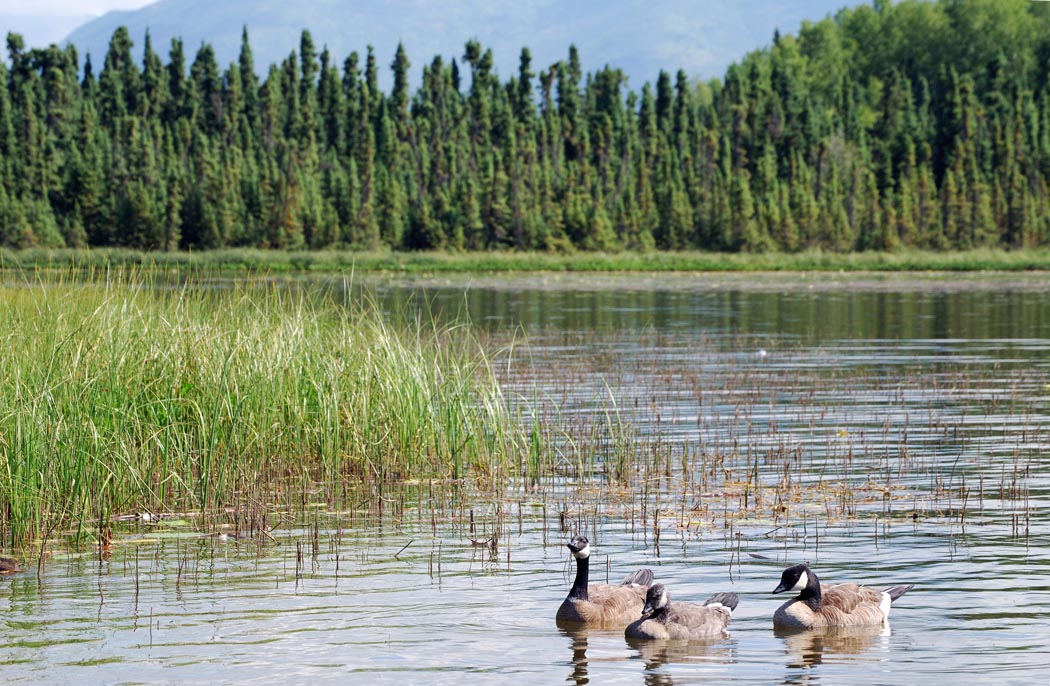
Kanadagänse im Goose Lake

Der See liegt auf einer Höhe von 43 m knapp 2 km südöstlich des Zusammenflusses von North und South Fork des Chester Creek. Die University of Alaska Anchorage liegt unmittelbar südlich des Sees. Nördlich davon befindet sich der Goose Lake Park, ein Naherholungsgebiet der Stadt Anchorage mit Bademöglichkeit.